# The Lady Is a Tramp
A The Lady Is a Tramp egy dal, melyet a Rodgers and Hart produkciós társulat írt 1937-ben a Babes in Arms című musicalhez, melyben Mitzi Green  gyermeksztár előadásában ismerte meg a nagyközönség. A dalban a New York-i előkelő rétegről és a szigorú etikettszabályaikról énekelnek humoros formában. A szám az évek során örökzöld popklasszikussá vált, és számtalan népszerű előadó is feldolgozta, mint például Frank Sinatra, Ella Fitzgerald illetve Tony Bennett is Lady Gagával.

## Feldolgozások
Már 1937-ben is több populáris zenész és énekes feldolgozta, így például Tommy Dorsey zenekarával (melyben Edythe Wright vokálozott), Midge Williams, Sophie Tucker és Bernie Cummins is. Lena Home 1948-ban a Metro-Goldwyn-Mayer Studio Orchestrával vette fel saját verzióját. Ez a változat felcsendült a Words and Music című életrajzi filmben is, mely Richard Rodgers és Lorenz Hart szerzőpáros kapcsolatáról szól.
Frank Sinatra az 1957-es Fickós Joey című filmben énekelte el a dalt. Ezen kívül az ötvenes években feldolgozta a számot még Ella Fitzgerald, Buddy Greco és Pat Suzuki, továbbá a hatvanas években Shirley Bassey is. Később Sinatra egyik leghíresebb slágere lett, és The Gentleman Is a Champ illetve Maureen Is a Champ címmel, új dalszöveggel is elénekelte a számot.

## Tony Bennett és Lady Gaga változata
Tony Bennett és Lady Gaga felvették saját változatukat a dalból Bennett 2011-es Duets II című albumára. Később előadták élőben a dalt az ABC csatorna A Very Gaga Thanksgiving című hálaadás-napi televíziós különkiadásában. Annak ellenére, hogy nem jelent meg hivatalosan, felkerült a Billboard Japan Hot 100 kislemezlistára, ahol sikerült bejutnia az első 40 közé. Az Egyesült Királyságban a top 200-ban a 188. helyig jutott..
A dal és a hozzá készült videóklip is pozitív kritikákat kapott Bennett és Gaga énekhangjáért. Emellett sokan kiemelték a videóklip egyszerűségét, amely nagyban eltért Gaga korábbi klipjeitől. Egyes kritikusok azzal kapcsolatban fejezték ki reményüket, hogy Gaga hamarosan saját dzsesszalbumát is bemutathatja ezután a siker után.

### Videóklip
Bennett és Gaga videóklipet is forgattak a dalhoz. A videóban az látható, ahogy a két énekes a stúdióban mikrofonállványok előtt adja elő a The Lady is a Trampet. A klip elsöprően pozitív visszajelzéseket kapott a kritikusoktól.

### Slágerlistás helyezések
| Slágerlista (2011)                            | Legjobb helyezés |
| --------------------------------------------- | ---------------- |
| Belgium (Ultratip Wallonia)                   | 16               |
| Italy (FIMI)                                  | 50               |
| Japán (Billboard Japan Hot 100)               | 33               |
| UK Singles (Official Charts Company)          | 188              |
| US Bubbling Under Hot 100 Singles (Billboard) | 21               |
| US Jazz Digital Songs (Billboard)             | 1                |

### Megjelenések
| Regió              | Dátum                | Formátum             | Forr.  |
| ------------------ | -------------------- | -------------------- | ------ |
| Egyesült Államok   | 2011. szeptember 20. | Digitális letöltés   | [ 16 ] |
| Franciaország      | 2011. október 3.     | Digitális letöltés   | [ 17 ] |
| Olaszország        | 2011. október 21.    | Poprádiós megjelenés | [ 18 ] |
| Egyesült Királyság | 2011. november 5.    | AC rádiós megjelenés | [ 19 ] |

## Populáris kultúrában
- Az 1955-ös Susi és Tekergő (eredeti címén Lady and the Tramp) Disney rajzfilm a dalról kapta címét.
- Az 1997-es The Lady Is A Vamp című Spice Girls-dalt is megihlette a dal elnevezése.
- A Glee – Sztárok leszünk! című amerikai televíziós sorozat Hozzáállás kérdése (Laryngitis) című epizódjában Puck énekelte el a dalt Mercedesszel.

## Fordítás
- Ez a szócikk részben vagy egészben  a   The Lady Is a Tramp című angol Wikipédia-szócikk fordításán alapul.  Az eredeti cikk szerkesztőit annak laptörténete sorolja fel. Ez a jelzés csupán a megfogalmazás eredetét és a szerzői jogokat jelzi, nem szolgál a cikkben szereplő információk forrásmegjelöléseként.